# Zig & Sharko
Zig & Sharko je francuska animirana serija koja je nastala 2010. godine, iz pera autora Oliviera Jean-Mariea i produkcijske kuće Xilam Animation.
Radnja se vrti oko o sirene Marine, smeđae hijene Ziga i velike bijele psine Sharka. Svo troje žive na malom vulkanskom otoku. Zig stalno pokušava pojesti sirenu, a Sharko, koji je zaljubljen u nju, je brani. Ovo je slapstick animirana komedija, koja uključuje dosta nasilja među likovima.
Od sporednih likova, tu su račić Bernie koji pomaže Zigu, pilot koji je zaglavio na otoku kad mu se srušio avion, Neptun, bog mora, koji je zapravo otac od Marine, a ponekad, u epizodama koje se vraćaju u prošlost, se pojavljuju roditelji od Sharka, te majmunica koja je posvojila Ziga dok je bio beba.
U Hrvatskoj se ova serija prikazuje na RTL Kockici.